# Эль Хаймур, Мунир
Мунир Эль Хаймур (фр. Mounir El Haimour; 29 октября 1980, Лимож, Франция) — французский и марокканский футболист, играл на позиции левого защитник.

## Клубная карьера
Профессиональную карьеру начинал в 1999 году в клубе «Геретозе». С 2000 по 2002 год выступал за «Шательро». Далее выступал за швейцарский «Шампань Спортс», откуда в 2003 году перебрался в «Ивердон». В контрольном матче между сборными молодых футболистов первого и второго швейцарских дивизионов Мунир был замечен тренерским штабом владикавказской «Алании», куда в середине августа 2004 года перешёл на правах аренды до конца сезона с правом последующего выкупа, став вторым игроком в России из Франции после Жоанна Дюво. 22 августа того же года дебютировал за клуб, выйдя в стартовом составе в домашнем матче против «Кубани» (2:0). С 2006 по 2007 годы играл за швейцарский «Шаффхаузен», после чего выступал за «Ксамакс» из города Невшатель. В конце июня 2008 года перешёл в английский «Барнсли», за который играл до 2010 года, после играл за «Пуатье». С 2013 года выступает за клуб из 6-го французского дивизиона «Шовиньи».